# New Jack (Band)
New Jack ist eine fünfköpfige Rap-Gruppe aus Bern. Die Gruppe veröffentlicht eigens produzierte Hip-Hop-Tracks in englischer und französischer Sprache mit Elementen von R ’n’ B sowie kreativen Breakdance-Einlagen.

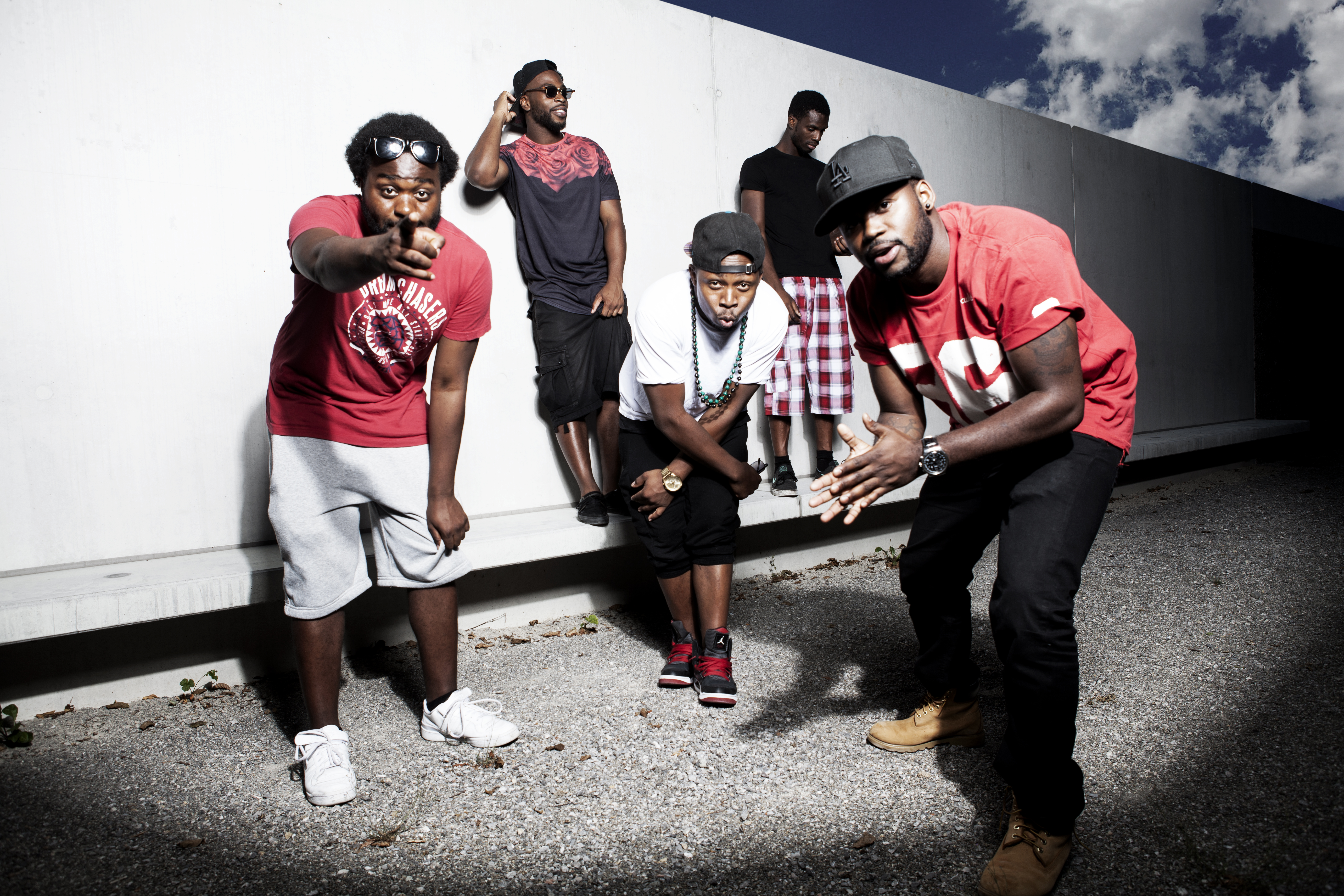
New Jack Gruppe

## Geschichte
Die Gründungsmitglieder im Jahr 2005 waren Yung Blood, MC-R und T-Mouth. Später wurde die Gruppe um die Mitglieder Dan-G und Lil' Chris ergänzt; 2006 kam auch noch Rapper Bright-D zur Gruppe. Bald trat die Gruppe zum ersten Mal bei öffentlichen Konzerten auf, wie beispielsweise im Zürcher Szeneclub X-Tra und beim Gurtenfestival.
Nach einer EP erschien im zweiten Jahr der Rap-Gruppe das erste Album New Jack: The Resurrection mit 13 Musikstücken. Seit der Trennung der Gruppe von den Gründungsmitgliedern Lil' Chris und Dan-G setzt New Jack vermehrt auf Elemente des Breakdance und baut diese kreativ in den Tracks ein. Weiterhin tritt die Gruppe bei zahlreichen Veranstaltungen in der ganzen Schweiz auf.
2011 nahmen New Jack an der Castingshow die grössten Schweizer Talente teil und erreichten das Halbfinale.